# Milovaná
Milovaná (Beloved) je americké filmové drama z roku 1998. Režisérem snímku byl Jonathan Demme a na scénáři se podíleli Akosua Busia, Richard LaGravenese a Adam Brooks. Jde o adaptaci stejnojmenné knihy (1987) od Toni Morrisonové. Hlavní roli bývalé otrokyně Sethe ve filmu hraje Oprah Winfreyová. Dále se zde představili například Thandie Newton, Jason Robards a Danny Glover. Hudbu k filmu složila Rachel Portman a kameramanem byl Demmeův dlouholetý spolupracovník Tak Fujimoto. Kostymérka Colleen Atwood byla za svou práci na filmu nominována na Oscara.